# Przytuły
Przytuły è un comune rurale polacco del distretto di Łomża, nel voivodato della Podlachia.
Ricopre una superficie di 71,18 km² e nel 2004 contava 2 198 abitanti.